# فيرا يورغنز
فيرا يورغنز (بالألمانية: Vera Jürgens)‏ (و. 1969  م) هي لاعبة شطرنج ألمانية، ولدت في بلغاريا.

## روابط خارجية
- فيرا جورغنز على موقع الاتحاد الدولي للشطرنج (الإنجليزية)
- فيرا جورغنز على موقع مباريات الشطرنج (الإنجليزية)
- فيرا جورغنز على موقع 365Chess.com (الإنجليزية)
- فيرا جورغنز على موقع 365Chess.com (الإنجليزية)
- فيرا جورغنز على موقع Chesstempo.com (الإنجليزية)
- فيرا جورغنز سجل أولمبياد الشطرنج للسيدات على موقع OlimpBase.org (الإنجليزية)
- فيرا جورغنز سجل أولمبياد الشطرنج للسيدات على موقع OlimpBase.org (الإنجليزية)